# Нидерхорбах
Нидерхорбах (нем. Niederhorbach) — община в Германии, в земле Рейнланд-Пфальц. 
Входит в состав района Южный Вайнштрассе. Подчиняется управлению Бад Бергцаберн.  Население составляет 504 человека (на 31 декабря 2010 года). Занимает площадь 4,32 км².